# Gustaaf Van Cauter
Gustaaf Van Cauter (né le 31 mars 1948 à Malines) est un ancien coureur cycliste professionnel belge.

## Palmarès
- 1970
  - 1re étape du Tour de Namur

- 1971
  -  Champion du monde amateur du contre-la-montre par équipes amateurs (avec Ludo Van Der Linden, Gustaaf Hermans, Louis Verreydt)
  - 1re étape du Tour de RDA
  - 3e de Bruxelles-Opwijk

- 1972
  - 4e étape du Tour de Belgique amateurs
  -  Médaillé de bronze du championnat du monde militaire sur route

## Résultats sur le Tour de France
- 1973 : non-partant à la 13e étape